# Saint-Martin-d'Arrossa
Pour les articles homonymes, voir Saint-Martin.
Saint-Martin-d'Arrossa (en basque : Arrosa) est une commune française située dans le département des Pyrénées-Atlantiques, en région Nouvelle-Aquitaine.
Le gentilé est Arrosatar.

## Géographie

### Localisation
La commune de Saint-Martin-d'Arrossa se trouve dans le département des Pyrénées-Atlantiques, en région Nouvelle-Aquitaine.
Elle se situe à 134 km par la route de Pau, préfecture du département, à 42 km de Bayonne, sous-préfecture, et à 54 km de Mauléon-Licharre, bureau centralisateur du canton de Montagne Basque dont dépend la commune depuis 2015 pour les élections départementales.
La commune fait en outre partie du bassin de vie de Saint-Jean-Pied-de-Port.
Les communes les plus proches sont : 
Ossès (2,4 km), Bidarray (4,1 km), Irouléguy (6,8 km), Irissarry (6,8 km), Saint-Étienne-de-Baïgorry (7,5 km), Anhaux (7,9 km), Ascarat (8,9 km), Louhossoa (9,3 km).
Sur le plan historique et culturel, Saint-Martin-d'Arrossa fait partie de la province de la Basse-Navarre, un des sept territoires composant le Pays basque,. La Basse-Navarre en est la province la plus variée en ce qui concerne son patrimoine, mais aussi la plus complexe du fait de son morcellement géographique. Depuis 1999, l'Académie de la langue basque ou Euskalzaindia divise la Basse-Navarre en six zones,. La commune est dans le pays de Baïgorry-Ossès (Baigorri-Ortzaize), au sud-ouest de ce territoire.

### Communes limitrophes
Les communes limitrophes sont  Ascarat, Bidarray, Irouléguy, Ossès et Saint-Étienne-de-Baïgorry.
|                           | Bidarray               |         |
| Saint-Étienne-de-Baïgorry | Saint-Martin-d'Arrossa | Ossès   |
|                           | Irouléguy              | Ascarat |

### Hydrographie

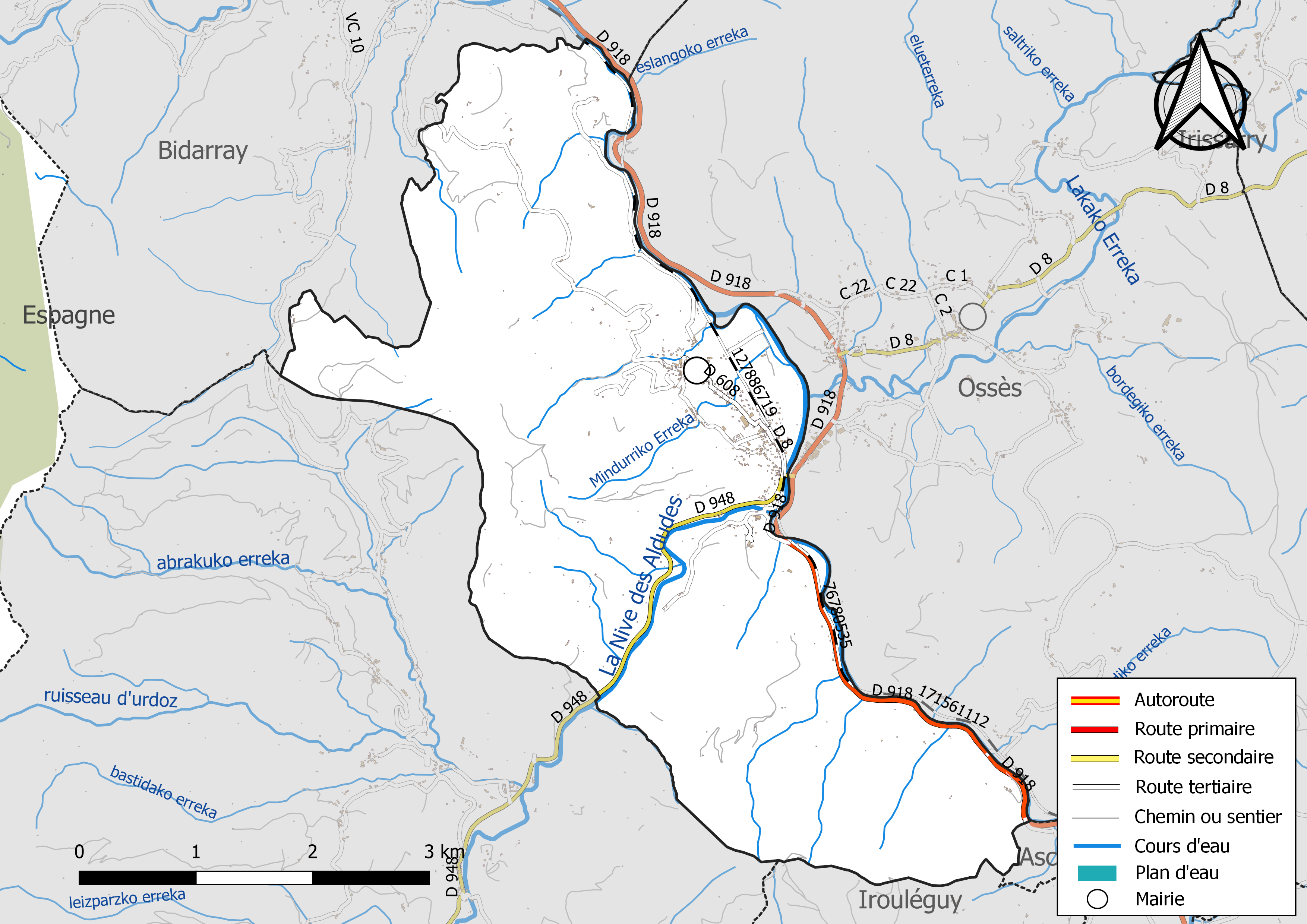
Réseaux hydrographique et routier de Saint-Martin-d'Arrossa.

La commune est drainée par la Nive, la Nive des Aldudes, Lakako erreka, un bras de la Nive, Eslanguko erreka, Mindurriko erreka, Pagaliko erreka, et par divers petits cours d'eau, constituant un réseau hydrographique de 30 km de longueur totale,.
La Nive, d'une longueur totale de 79,3 km, naît au pied du Mendi Zar (1 323 m), au-delà de la frontière espagnole, sous le nom de Harpeko erreka, et s'écoule du sud-est vers le nord-ouest. Elle traverse la commune et se jette dans l'Adour à Bayonne, après avoir traversé 20 communes.
La Nive des Aldudes, d'une longueur totale de 35,5 km, naît en Navarre au pied du Mendi Haundia (1 232 m), dans la commune d'Erro (Espagne), puis s'écoule au nord dans la vallée de Baïgorry pour confluer dans la Nive à Saint-Martin-d'Arrossa, à 110 mètres d'altitude sur le territoire communal, après avoir traversé 6 communes.

### Climat
Pour des articles plus généraux, voir Climat de la Nouvelle-Aquitaine et Climat des Pyrénées-Atlantiques.
Historiquement, la commune est exposée à un micro climat océanique basque. 
En 2020, Météo-France publie une typologie des climats de la France métropolitaine dans laquelle la commune est exposée à un climat de montagne et est dans la région climatique Pyrénées atlantiques, caractérisée par une pluviométrie élevée (>1 200 mm/an) en toutes saisons, des hivers très doux (7,5 °C en plaine) et des vents faibles.
Pour la période 1971-2000, la température annuelle moyenne est de 13,8 °C, avec une amplitude thermique annuelle de 12,8 °C. Le cumul annuel moyen de précipitations est de 1 639 mm, avec 12,9 jours de précipitations en janvier et 8,1 jours en juillet. Pour la période 1991-2020, la température moyenne annuelle observée sur la station météorologique la plus proche, située sur la commune de Bustince-Iriberry à 12 km à vol d'oiseau, est de 13,9 °C et le cumul annuel moyen de précipitations est de 1 327,4 mm,. Pour l'avenir, les paramètres climatiques de la commune estimés pour 2050 selon différents scénarios d’émission de gaz à effet de serre sont consultables sur un site dédié publié par Météo-France en novembre 2022.

### Milieux naturels et biodiversité

#### Réseau Natura 2000
Le réseau Natura 2000 est un réseau écologique européen de sites naturels d'intérêt écologique élaboré à partir des Directives « Habitats » et « Oiseaux », constitué de zones spéciales de conservation (ZSC) et de zones de protection spéciale (ZPS).
Deux sites Natura 2000 ont été définis sur la commune au titre de la « directive Habitats », : 
- « la Nive », d'une superficie de 9 473 ha, un des rares bassins versants à accueillir l'ensemble des espèces de poissons migrateurs du territoire français, excepté l'Esturgeon européen[24] ;
- les « montagnes des Aldudes », d'une superficie de 18 474 ha, ayant une vocation essentiellement pastorale, et dans une moindre mesure forestière, ce qui a engendré une mosaïque complexe de milieux, qui accueillent une grande diversité d’espèces de flore et de faune[25] et une au titre de la « directive Oiseaux »[23],[Carte 3] :
- la « vallée de la Nive des Aldudes, Col de Lindux », d'une superficie de 14 767 ha, un massif montagneux schisteux à nombreux faciès rupestres, et pelouses montagnardes[26].

#### Zones naturelles d'intérêt écologique, faunistique et floristique
L’inventaire des zones naturelles d'intérêt écologique, faunistique et floristique (ZNIEFF) a pour objectif de réaliser une couverture des zones les plus intéressantes sur le plan écologique, essentiellement dans la perspective d’améliorer la connaissance du patrimoine naturel national et de fournir aux différents décideurs un outil d’aide à la prise en compte de l’environnement dans l’aménagement du territoire.
Trois ZNIEFF de type 2 sont recensées sur la commune, : 
- les « landes de Larla-Jarra et d'Orzaize-Izpura » (4 429,5 ha), couvrant 10 communes du département[28] ;
- les « montagnes et vallées des Aldudes, massifs du Mondarrain et de l'Artzamendi » (23 074,84 ha), couvrant 9 communes du département[29] ;
- le « réseau hydrographique des Nives » (3 596,23 ha), couvrant 33 communes du département[30].

## Urbanisme

### Typologie
Au 1er janvier 2024, Saint-Martin-d'Arrossa est catégorisée commune rurale à habitat dispersé, selon la nouvelle grille communale de densité à sept niveaux définie par l'Insee en 2022.
Elle est située hors unité urbaine et hors attraction des villes,.

### Occupation des sols

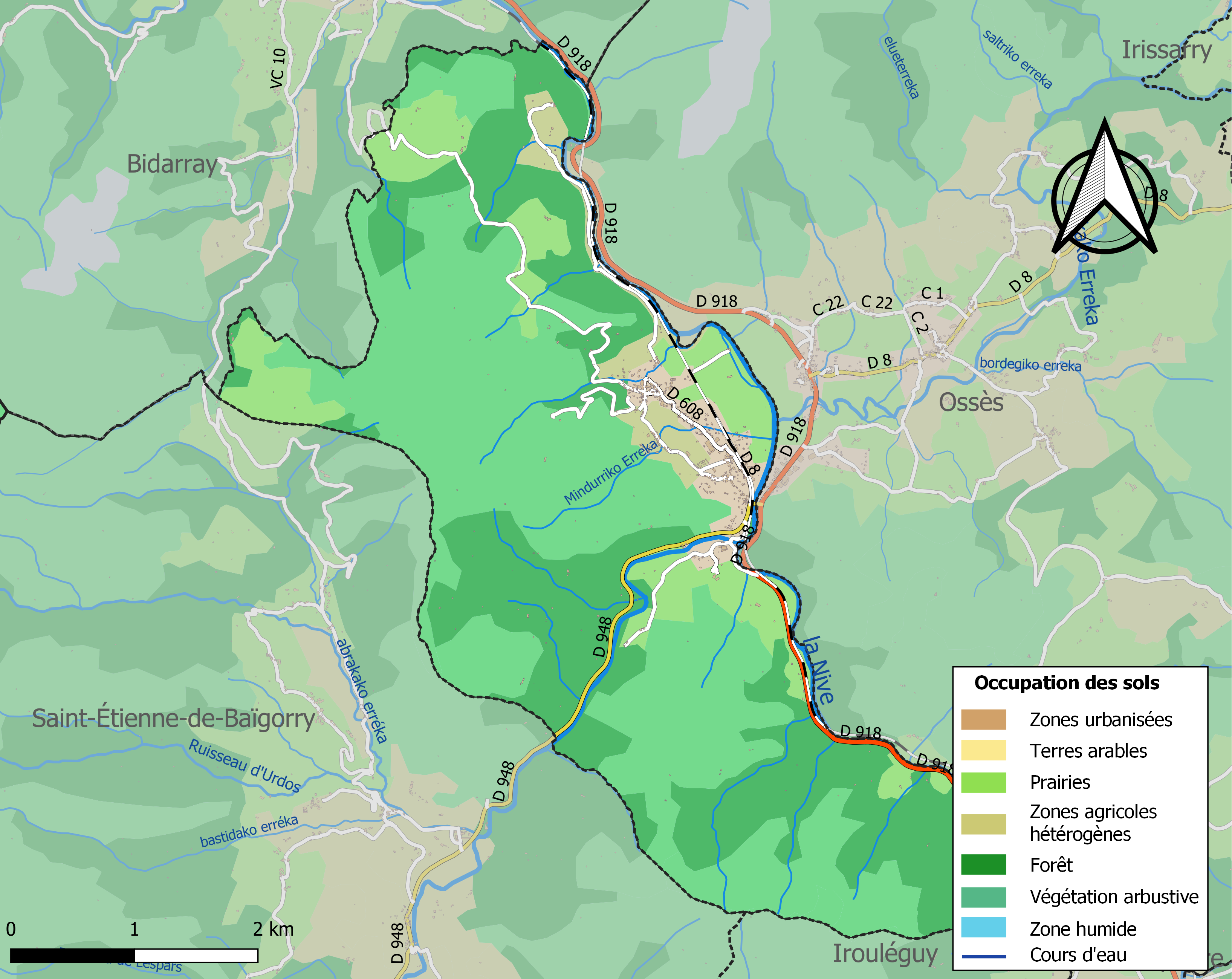
Carte des infrastructures et de l'occupation des sols de la commune en 2018 (CLC).

L'occupation des sols de la commune, telle qu'elle ressort de la base de données européenne d’occupation biophysique des sols Corine Land Cover (CLC), est marquée par l'importance des forêts et milieux semi-naturels (79,4 % en 2018), en diminution par rapport à 1990 (81,1 %). La répartition détaillée en 2018 est la suivante : 
milieux à végétation arbustive et/ou herbacée (45,4 %), forêts (34 %), prairies (13,4 %), zones agricoles hétérogènes (3,7 %), zones urbanisées (3,6 %). L'évolution de l’occupation des sols de la commune et de ses infrastructures peut être observée sur les différentes représentations cartographiques du territoire : la carte de Cassini (XVIIIe siècle), la carte d'état-major (1820-1866) et les cartes ou photos aériennes de l'IGN pour la période actuelle (1950 à aujourd'hui).

### Lieux-dits et hameaux
- Agaramundia ;
- Exave ;
- Eyharce ;
- Gaztenarte ;
- Lamotainpareta ;
- Larrango ;
- Urchilo.

### Voies de communication et transports
Saint-Martin-d'Arrossa est desservie par les routes D 918 et D 948.
La gare d'Ossès - Saint-Martin-d'Arrossa est située sur le territoire de la commune. Elle fait partie de la ligne Bayonne - Saint-Jean-Pied-de-Port.

### Risques majeurs
Le territoire de la commune de Saint-Martin-d'Arrossa est vulnérable à différents aléas naturels : météorologiques (tempête, orage, neige, grand froid, canicule ou sécheresse), inondations, feux de forêts et séisme (sismicité moyenne). Il est également exposé à un risque particulier : le risque de radon. Un site publié par le BRGM permet d'évaluer simplement et rapidement les risques d'un bien localisé soit par son adresse soit par le numéro de sa parcelle.

#### Risques naturels
Certaines parties du territoire communal sont susceptibles d’être affectées par le risque d’inondation par une crue torrentielle ou à montée rapide de cours d'eau, notamment la Nive, la Nive des Aldudes et leLakako erreka. La commune a été reconnue en état de catastrophe naturelle au titre des dommages causés par les inondations et coulées de boue survenues en 1982, 1983, 2009, 2011, 2014, 2019 et 2021,.
Saint-Martin-d'Arrossa est exposée au risque de feu de forêt. En 2020, le premier plan de protection des forêts contre les incendies (PDPFCI) a été adopté pour la période 2020-2030. La réglementation des usages du feu à l’air libre et les obligations légales de débroussaillement dans le département des Pyrénées-Atlantiques font l'objet d'une consultation de public ouverte du 16 septembre au 7 octobre 2022,.

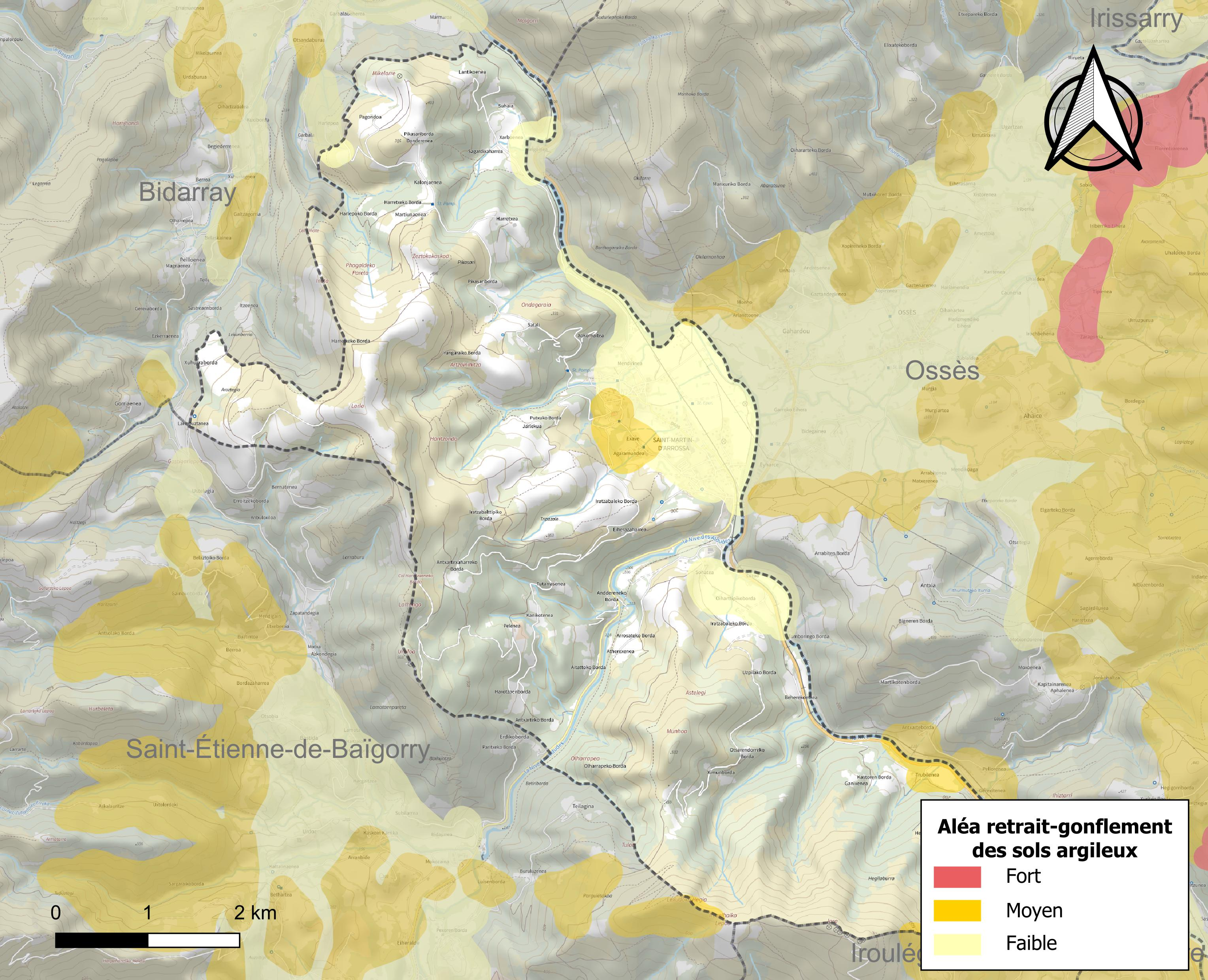
Carte des zones d'aléa retrait-gonflement des sols argileux de Saint-Martin-d'Arrossa.

Le retrait-gonflement des sols argileux est susceptible d'engendrer des dommages importants aux bâtiments en cas d’alternance de périodes de sécheresse et de pluie. 2,3 % de la superficie communale est en aléa moyen ou fort (59 % au niveau départemental et 48,5 % au niveau national). Depuis le 1er octobre 2020, en application de la loi ELAN, différentes contraintes s'imposent aux vendeurs, maîtres d'ouvrages ou constructeurs de biens situés dans une zone classée en aléa moyen ou fort,.

#### Risque particulier
Dans plusieurs parties du territoire national, le radon, accumulé dans certains logements ou autres locaux, peut constituer une source significative d’exposition de la population aux rayonnements ionisants. Selon la classification de 2018, la commune de Saint-Martin-d'Arrossa est classée en zone 3, à savoir zone à potentiel radon significatif.

## Toponymie

### Mentions anciennes
Le toponyme Saint-Martin-d'Arrossa apparaît sous les formes 
Sanctus-Martinus d'Ouses et Sainct-Martin de Osses (respectivement 1302 et 1529, chapitre de Bayonne) et 
Grand-Pont (1793).
Le toponyme Exave apparaît sous les formes 
Edsave (1235), 
Ezabe (1513, titres de Pampelune) et 
Exabe (1675, réformation d'Ossès, B 687, feuillet 2).
Le toponyme Eyharce apparaît sous les formes 
Eyars (1249)
Edsave (1235), 
Ayarza (1513, titres de Pampelune) et 
Eyharse (1675, réformation d'Ossès, B687, feuillet 59).

### Graphie basque
Son nom basque actuel est Arrosa.

## Histoire
Au cours de la période de la Convention nationale (1792-1795), la commune porta le nom révolutionnaire de Grand-Pont.
La commune fut réunie à la commune d'Ossès avant 1806 puis redevint indépendante en 1923.
La commune a été créée le 2 juillet 1923 à la suite d'un démembrement de la commune d'Ossès.

## Héraldique
| Blason de Saint-Martin-d'Arrossa | Blason  | D'azur à la tour d'or, ouverte et maçonnée de sable adextrée d'une massue d'argent posée en bande et soutenue d'une burelle ondée d'argent côtoyée de deux filets ondés du même. |
| Blason de Saint-Martin-d'Arrossa | Détails | Différences entre dessin et blasonnement : onde et non terrasse. Le statut officiel du blason reste à déterminer.                                                                |

## Politique et administration
| Période                                  | Période  | Identité        | Étiquette | Qualité |
| ---------------------------------------- | -------- | --------------- | --------- | ------- |
| 1995                                     | En cours | Bernard Arrabit | DVD PNB   |         |
| Les données manquantes sont à compléter. |          |                 |           |         |

### Intercommunalité
La commune de Saint-Martin-d'Arrossa participe à six structures intercommunales :
- la communauté d'agglomération du Pays Basque ;
- le syndicat à vocation scolaire Errobi ;
- le syndicat d'énergie des Pyrénées-Atlantiques ;
- le syndicat intercommunal pour l'aménagement et la gestion de l'abattoir de Saint-Jean-Pied-de-Port ;
- le syndicat intercommunal pour le soutien à la culture basque ;
- le syndicat mixte du bassin versant de la Nive.

Saint-Martin-d’Arrossa accueille le siège du syndicat à vocation scolaire Errobi.

### Politique environnementale
Lors des élections municipales de 2020, la liste élue a signé le Pacte pour une métamorphose écologique de Bizi !, qui engage les signataires à agir pour la transition dans les domaines de la mobilité, de l'alimentation, de l'habitat, de l'énergie et de l'économie locale et circulaire. À l'issue du rapport de suivi 2021, la commune s'est vu attribuer un score de métamorphose de 0 sur 4 et lors du rapport de mi-mandat en 2023, le score était de 0,5 sur 4.

## Population et société

### Démographie
L'évolution du nombre d'habitants est connue à travers les recensements de la population effectués dans la commune depuis 1926. Pour les communes de moins de 10 000 habitants, une enquête de recensement portant sur toute la population est réalisée tous les cinq ans, les populations de référence des années intermédiaires étant quant à elles estimées par interpolation ou extrapolation. Pour la commune, le premier recensement exhaustif entrant dans le cadre du nouveau dispositif a été réalisé en 2008.

En 2022, la commune comptait 544 habitants, en évolution de +1,3 % par rapport à 2016 (Pyrénées-Atlantiques : +3,78 %, France hors Mayotte : +2,11 %).
| 1926 | 1931 | 1936 | 1946 | 1954 | 1962 | 1968 | 1975 | 1982 |
| ---- | ---- | ---- | ---- | ---- | ---- | ---- | ---- | ---- |
| 972  | 894  | 772  | 735  | 690  | 695  | 625  | 511  | 479  |

| 1990 | 1999 | 2006 | 2008 | 2013 | 2018 | 2022 | - | - |
| ---- | ---- | ---- | ---- | ---- | ---- | ---- | - | - |
| 415  | 442  | 462  | 468  | 523  | 538  | 544  | - | - |

### Enseignement
La commune dispose d'une école élémentaire publique. Cette école propose un enseignement bilingue français-basque à parité horaire.

## Économie
La commune fait partie de la zone de production du vignoble d'Irouléguy et de celle de l'ossau-iraty. L'activité est principalement agricole.

## Culture locale et patrimoine

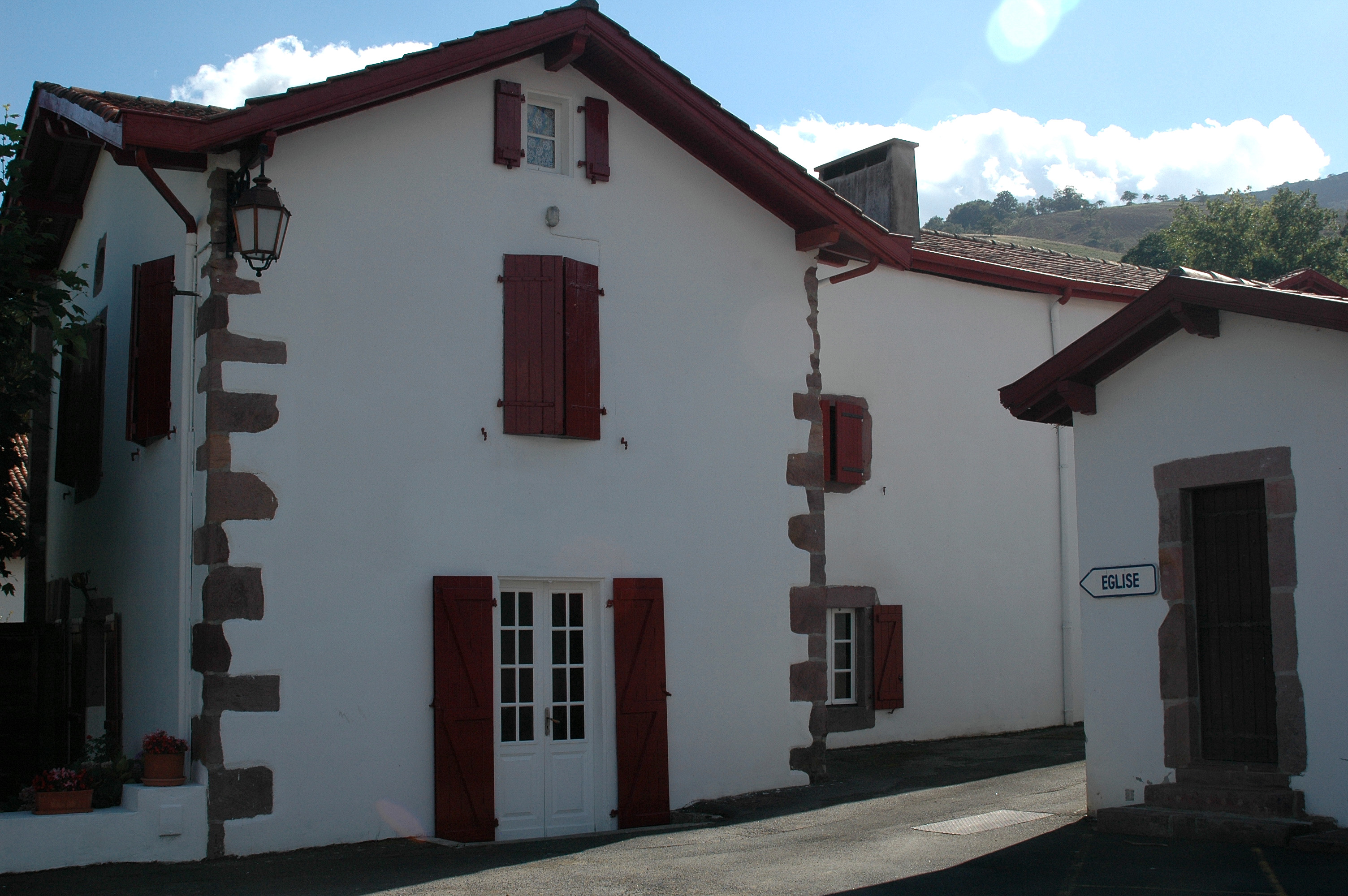
Maisons de Basse-Navarre.
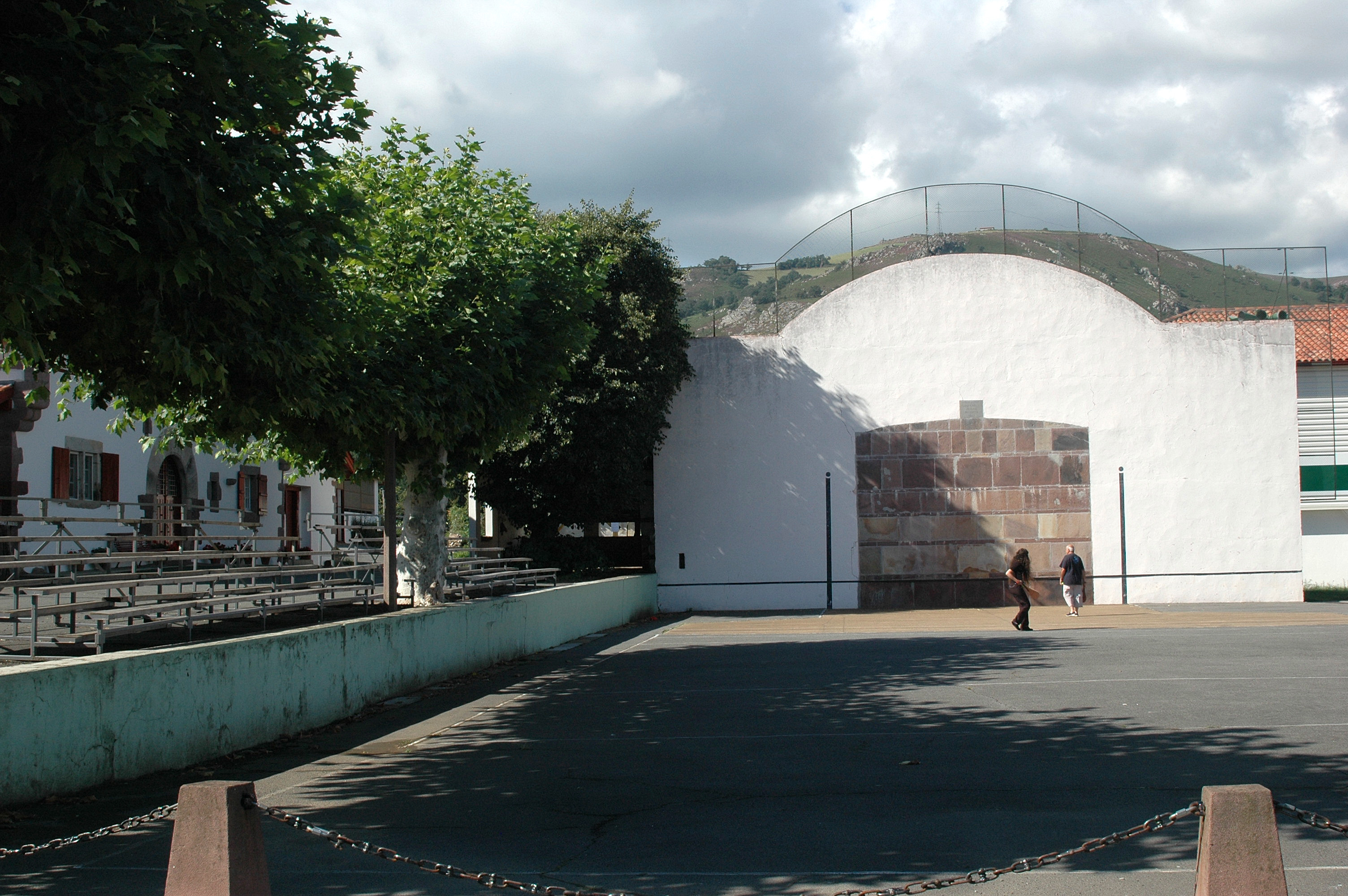
Le fronton place libre.

### Patrimoine civil
- Un camp protohistorique[63] est situé au lieu-dit Lamotainpareta, un autre[64] est visible au lieu-dit Urchilo. Enfin un troisième[65] a été découvert au lieu-dit Gaztenarte ;
- Un gaztelu zahar se dresse au lieu-dit Larrango ;
- Les fermes Aintzainia[66], Etxeberria[67], Irungaraia[68] et Pikarenea[69] datent du XVIIe siècle ;
- La maison Arozagaraia[70] date des XVIIe et XVIIIe siècles ;
- La maison appelée Villa Anna[71] date des XIXe et XXe siècles ;

### Patrimoine religieux
- L'église Saint-Martin[72], à campenard, date du XIXe siècle.

## Équipements

### Enseignement
La commune dispose d'une école primaire.

### Divertissement
La commune dispose d'un trinquet, d'un cinéma, d'une bibliothèque et d'une ludothèque.